# Dirgantara Indonesia N-219
 (juin 2019).
Le N-219 Nurtanio est un avion biturporopulseur régional de 19 places conçu par Dirgantara Indonesia, le constructeur national indonésien,.

## Conception et développement
Le N-219 est une évolution du CASA C-212 Aviocar construit sous licence du constructeur aéronautique espagnol CASA. Comme lui, il est entièrement construit en métal. Le N-219 se veut l'appareil de sa classe qui offrira le plus gros volume de cabine, ainsi qu'un système de porte flexible qui permettra des missions multiples pour le transport de passagers et de fret.
Il a été conçu comme avion de transport régional et devait être certifié en 2013 pour une première livraison en 2014. Le prix de lancement annoncé était de 4 millions de dollars américains, alors que l'investissement serait d'environ 30 millions de dollars américains pour la fabrication de 15 unités. En 2006, face aux difficultés de financement du programme, un prêt de 65 millions de dollars fut consenti grâce à un fonds d'investissement conjoint Qatar-Indonesie.
En juin 2011, le ministère de l'Industrie a débloqué 59 milliards de roupies (6.9 millions de dollars) pour réaliser le prototype du N-219. Budi Darmadi, directeur général de la section des techniques avancées du Ministère de l'Industrie, a déclaré qu'il pensait que cet avion avait un marché compte tenu de l'âge des avions actuels de cette catégorie.
Le marché global prévu pour le N-219 serait de 97 modèles civils et de 57 modèles militaires,.
Ce projet est tout à fait comparable au Skylander SK-105 français, définitivement abandonné, ou au Harbin Y-12F chinois, ce dernier ayant réalisé son premier vol en 2011.

## Commandes

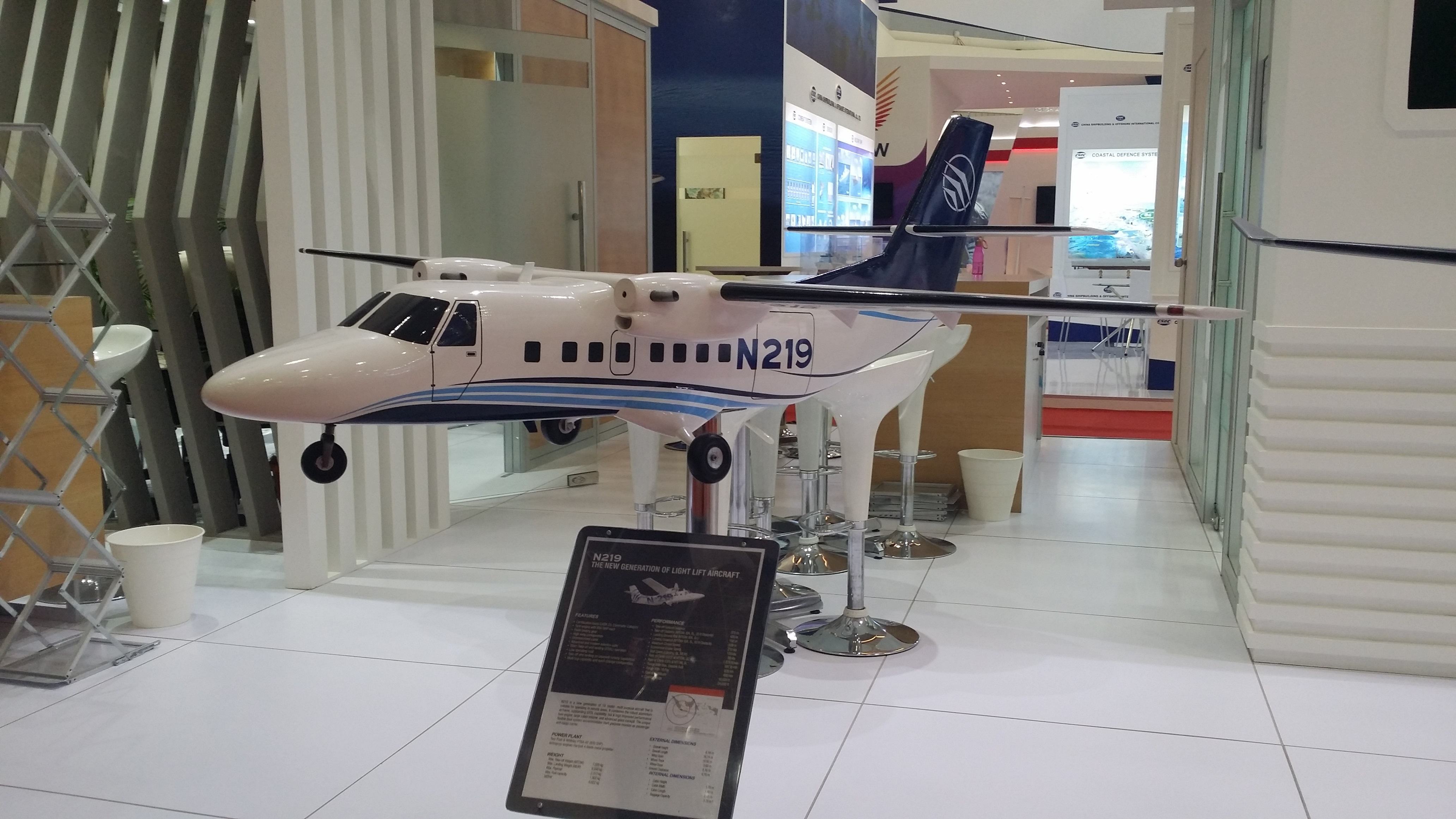
Présentation d'une maquette de l'appareil (mars 2017).

La compagnie a reçu de Merpati Nusantara Airlines une commande de 20 modèles N-219 pour remplacer leurs anciens Twin Otter, avec une livraison prévue en 2015. Elle a également reçu une commande de 50 appareils de la compagnie low cost Lion Air, avec une option pour 50 autres. Les 4 premiers avions seront livrés en 2016 et les derniers en 2024.
En 2015, Dirgantara signe ses premières commandes officielles de N-219 auprès de PT NBA, PT Aviastar Mandiri et PT Trigana Air Service. En 2024, le ministère de la défense indonésien confirme la première commande militaire de N-219s.

## Missions
Les missions du Dirgantara Indonesia N-219 sont les suivantes :
- transport de passagers
- transport de troupes
- transport de fret
- évacuation sanitaire
- surveillance et patrouille
- recherche et sauvetage

## Variantes
Une variante amphibie est en développement, elle permettrait d'atteindre des îles reculées ou des rivières et d’y développer le tourisme.
plusieurs variantes sont prévues :
- Passagers, qui pourra transporter 19 passagers.
- Cargo, qui pourra transporter jusqu'à 2 tonnes de fret.
- Médicale, avec 4 brancards et 5 sièges.
- Transport militaire, qui pourra transporter 19 soldats.